# Espécies de Cyperus

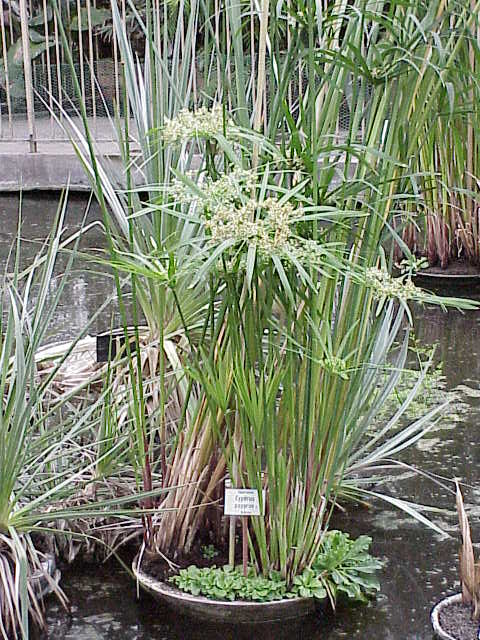
Cyperus papyrus

De seguida apresenta-se uma lista de espécies do género botânico Cyperus.

## A
- Cyperus acuminatus Torr. & Hook.
- Cyperus afroalpinus Lye
- Cyperus afrodunensis Lye
- Cyperus afroechinatus Lye
- Cyperus afromontanus Lye
- Cyperus afrovaricus Lye
- Cyperus aggregatus (Willd.) Endl.
- Cyperus ajax C.B.Clarke
- Cyperus alaticaulis R.Booth, D.J.Moore & Hodgon
- Cyperus albopilosus (C.B.Clarke) Kük.
- Cyperus albopurpureus Cherm.
- Cyperus albosanguineus Kük.
- Cyperus albostriatus Schrad.
- Cyperus albus J.Presl & C.Presl
- Cyperus algeriensis Väre & Kukkonen
- Cyperus almensis D.A.Simpson
- Cyperus alopecuroides Rottb.
- Cyperus alterniflorus R.Br.
- Cyperus alternifolius L.
- Cyperus altochrysocephalus Lye
- Cyperus altomicroglumis Lye
- Cyperus altsonii Kük.
- Cyperus alulatus J.Kern
- Cyperus alvesii G.C.Tucker
- Cyperus amabilis Vahl
- Cyperus amauropus Steud.
- Cyperus amomodorus K.Schum.
- Cyperus amuricus Maxim.
- Cyperus anderssonii Boeckeler
- Cyperus androhibensis D.A.Simpson
- Cyperus angolensis Boeckeler
- Cyperus angustatus R.Br.
- Cyperus anisitsii Kük.
- Cyperus ankaizinensis Cherm.
- Cyperus ankaratrensis Cherm.
- Cyperus antillanus (Kük.) O'Neill
- Cyperus appendiculatus (Brongn.) Kunth
- Cyperus aquatilis R.Br.
- Cyperus arenarius Retz.
- Cyperus armstrongii Benth.
- Cyperus arsenei O'Neill & Ben.Ayers
- Cyperus articulatus L.
- Cyperus astartodes K.L.Wilson
- Cyperus aster (C.B.Clarke ex Cherm.) Kük.
- Cyperus aterrimus Hochst. ex Steud.
- Cyperus atkinsonii C.B.Clarke
- Cyperus atractocarpus Ridl.
- Cyperus aucheri Jaub. & Spach
- Cyperus aureoalatus Lye
- Cyperus aureobrunneus C.B.Clarke
- Cyperus auriculatus Nees & Meyen ex Kunth
- Cyperus aurifer Cherm.
- Cyperus austrochrysanthus Lye

## B
- Cyperus babakan Steud.
- Cyperus badius Poir.
- Cyperus balfourii C.B.Clarke
- Cyperus baobab Lye
- Cyperus baoulensis Kük.
- Cyperus baronii C.B.Clarke
- Cyperus bellus Kunth
- Cyperus benadirensis Chiov.
- Cyperus bernieri Cherm.
- Cyperus berroi (C.B.Clarke) Barros
- Cyperus betafensis Cherm.
- Cyperus betchei (Kük.) S.T.Blake
- Cyperus beyrichii (Schrad. ex Nees) Steud.
- Cyperus bifolius Lye
- Cyperus blakeanus K.L.Wilson
- Cyperus blysmoides Hochst. ex C.B.Clarke
- Cyperus boreobellus Lye
- Cyperus boreochrysocephalus Lye
- Cyperus boreohemisphaericus Lye
- Cyperus bowmanii F.Muell. ex Benth.
- Cyperus breedlovei G.C.Tucker
- Cyperus breviculmis R.Br.
- Cyperus brumadoi D.A.Simpson
- Cyperus brunneofibrosus Lye
- Cyperus brunnescens Boeckeler
- Cyperus bulamensis Steud.
- Cyperus bulbosus Vahl
- Cyperus burkartii Guagl.

## C
- Cyperus caesius Boeckeler
- Cyperus calderoniae S.González
- Cyperus camphoratus Liebm.
- Cyperus cancrorum Cherm.
- Cyperus canus J.Presl & C.Presl
- Cyperus capensis (Steud.) Endl.

- Cyperus capitatus Vand.
- Cyperus carinatus R.Br.
- Cyperus castaneobellus Lye
- Cyperus castaneus Willd.
- Cyperus cearaensis Gross ex Kük.
- Cyperus celans Kukkonen

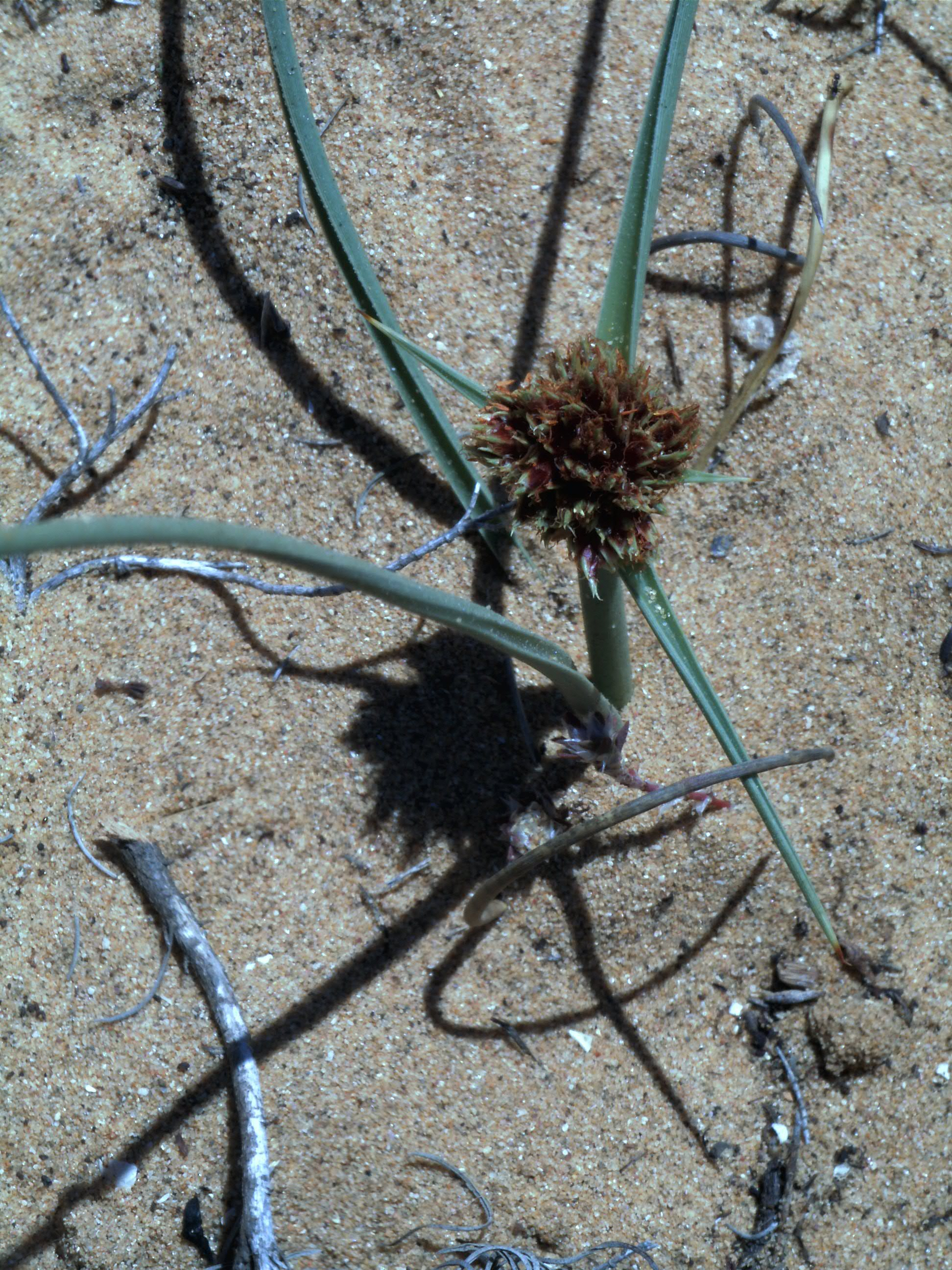
Cyperus capitatus

- Cyperus cellulosoreticulatus Boeckeler
- Cyperus centralis K.L.Wilson
- Cyperus cephalanthus Torr. & Hook.
- Cyperus cephalotes Vahl
- Cyperus chaetophyllus (Chiov.) Kük.
- Cyperus chalaranthus J.Presl & C.Presl
- Cyperus chamaecephalus Cherm.
- Cyperus chermezonianus Robyns & Tournay
- Cyperus chersinus (N.E.Br.) Kük.
- Cyperus chevalieri Kük.
- Cyperus chinsalensis Podlech
- Cyperus chionocephalus (Chiov.) Chiov. ex Chiarugi
- Cyperus chlorocephalus (C.B.Clarke) Kük.
- Cyperus chordorrhizus Chiov.
- Cyperus chorisanthos C.B.Clarke
- Cyperus chrysocephalus (K.Schum.) Kük.
- Cyperus ciliatus Jungh.
- Cyperus cinereobrunneus Kük.
- Cyperus circumclusus (C.B.Clarke) Schweinf.
- Cyperus clarkei T.Cooke
- Cyperus clarus S.T.Blake
- Cyperus clavinux C.B.Clarke
- Cyperus columbiensis Palla
- Cyperus colymbetes Kotschy & Peyr.
- Cyperus commixtus Kük.
- Cyperus compactus Retz.
- Cyperus compressus L.
- Cyperus concinniformis Kük.
- Cyperus concinnus R.Br.
- Cyperus confertus Sw.
- Cyperus congensis C.B.Clarke
- Cyperus congestus Vahl
- Cyperus conglomeratus Rottb.
- Cyperus conicus (R.Br.) Boeckeler
- Cyperus consors C.B.Clarke
- Cyperus constanzae Urb.
- Cyperus coriifolius Boeckeler
- Cyperus cornelii-ostenii Kük.
- Cyperus coronarius (Vahl) Kunth
- Cyperus correllii (T.Koyama) G.C.Tucker
- Cyperus corymbosus Rottb.
- Cyperus costaricensis Gómez-Laur.
- Cyperus cracens K.L.Wilson
- Cyperus crassipes Vahl
- Cyperus crassivaginatus Lye
- Cyperus cremeomariscus Lye
- Cyperus crispulus K.L.Wilson
- Cyperus cristulatus S.T.Blake
- Cyperus croceus Vahl
- Cyperus cruentus Rottb.
- Cyperus crypsoides J.Kern
- Cyperus cundudoensis Chiov.
- Cyperus cunninghamii (C.B.Clarke) C.A.Gardner
- Cyperus curvistylis J.Kern
- Cyperus cuspidatus Kunth
- Cyperus cylindrostachyus Boeckeler
- Cyperus cymulosus Willemet
- Cyperus cyperinus (Retz.) Suringar
- Cyperus cyperoides (L.) Kuntze
- Cyperus cyprius Post

## D
- Cyperus dactyliformis Boeckeler
- Cyperus dactylotes Benth.
- Cyperus davidsei G.C.Tucker
- Cyperus debilis R.Br.
- Cyperus debilissimus Baker
- Cyperus deciduus Boeckeler
- Cyperus decompositus (R.Br.) F.Muell.
- Cyperus densibulbosus Lye
- Cyperus dentatus Torr.
- Cyperus dentoniae G.C.Tucker
- Cyperus denudatus L.f.
- Cyperus derreilema Steud.
- Cyperus diamantinus (D.A.Simpson) Govaerts
- Cyperus dianae Steud.
- Cyperus dichromeniformis Kunth
- Cyperus dichromus C.B.Clarke
- Cyperus dichrostachyus Hochst. ex A.Rich.
- Cyperus dietrichiae Boeckeler
- Cyperus difformis L.

- Cyperus diffusus Vahl
- Cyperus digitatus Roxb.
- Cyperus dilatatus Schumach.
- Cyperus dioicus I.M.Johnst.
- Cyperus dipsaceus Liebm.
- Cyperus disjunctus C.B.Clarke
- Cyperus distans L.f.
- Cyperus distinctus Steud.
- Cyperus diurensis Boeckeler
- Cyperus dives Delile

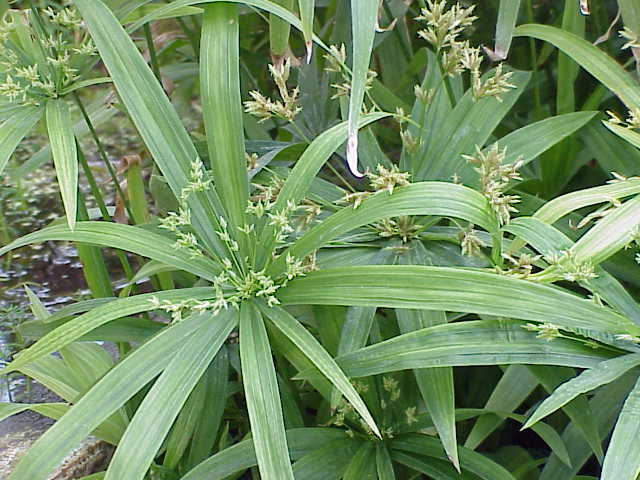
Cyperus diffusus

- Cyperus diwakarii Wad.Khan & Solanke
- Cyperus drakensbergensis (Vorster) Govaerts
- Cyperus dregeanus Kunth
- Cyperus drummondii Torr. & Hook.
- Cyperus dubius Rottb.
- Cyperus duclouxii E.G.Camus
- Cyperus dunensis (Cherm.) Kük.
- Cyperus duripes I.M.Johnst.
- Cyperus durus Kunth

## E
- Cyperus eboracensis R.Booth, D.J.Moore & Hodgon
- Cyperus echinatus (L.) Alph.Wood
- Cyperus eglobosus K.L.Wilson
- Cyperus ekmanii Kük.
- Cyperus elatus L.
- Cyperus elegans L.
- Cyperus elephantinus (C.B.Clarke) C.B.Clarke
- Cyperus endlichii Kük.
- Cyperus enervis R.Br.
- Cyperus entrerianus Boeckeler
- Cyperus ephemerus Kukkonen & Väre
- Cyperus eragrostis Lam.
- Cyperus eremicus Kukkonen
- Cyperus erythrorrhizos Muhl.
- Cyperus esculentus L.
- Cyperus exaltatus Retz.
- Cyperus exilis Willd. ex Kunth
- Cyperus expansus Poir.

## F
- Cyperus familiaris Steud.
- Cyperus fastigiatus Rottb.
- Cyperus fauriei Kük.
- Cyperus feani F.Br.
- Cyperus felipponei Kük.
- Cyperus fendlerianus Boeckeler
- Cyperus ferrugineoviridis (C.B.Clarke) Kük.
- Cyperus fertilis Boeckeler
- Cyperus filiculmis Vahl
- Cyperus filifolius Willd. ex Kunth
- Cyperus filiformis Sw.
- Cyperus filipes Benth.
- Cyperus firmipes (C.B.Clarke) Kük.
- Cyperus fischerianus Schimp. ex A.Rich.
- Cyperus fissus Steud.
- Cyperus flaccidus R.Br.
- Cyperus flavoculmis Lye

- Cyperus flexuosus Vahl

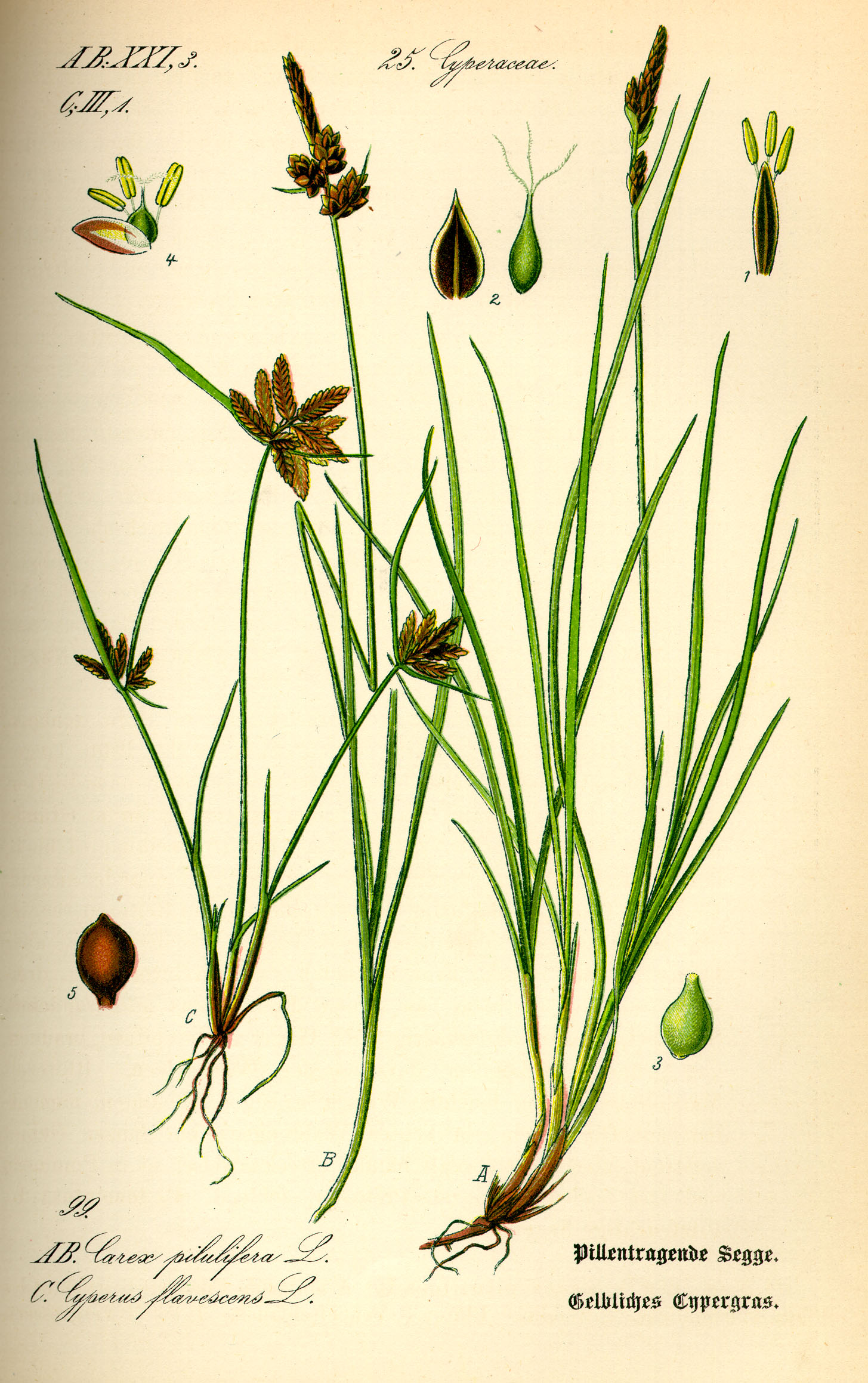
Cyperus flavescens

- Cyperus floribundus (Kük.) R.Carter & S.D.Jones
- Cyperus floridanus Britton
- Cyperus foliaceus C.B.Clarke
- Cyperus forskalianus Väre & Kukkonen
- Cyperus frerei C.B.Clarke
- Cyperus friburgensis Boeckeler
- Cyperus fucosus K.L.Wilson
- Cyperus fulgens C.B.Clarke
- Cyperus fuligineus Chapm.
- Cyperus fulvoalbescens T.Koyama
- Cyperus fulvus R.Br.
- Cyperus fuscescens Willd. ex Link
- Cyperus fuscovaginatus Kük.
- Cyperus fuscus L.

## G
- Cyperus gardneri Nees
- Cyperus gayi (C.B.Clarke) Kük.
- Cyperus giganteus Vahl
- Cyperus gigantobulbes Lye
- Cyperus gilesii Benth.
- Cyperus glaber L.
- Cyperus glaucophyllus Boeckeler
- Cyperus globifer (C.B.Clarke) Lye
- Cyperus glomeratus L.
- Cyperus graciliculmis Lye
- Cyperus gracilis R.Br.
- Cyperus granatensis C.B.Clarke
- Cyperus grandibulbosus C.B.Clarke
- Cyperus grandifolius J.G.Anderson
- Cyperus grandis C.B.Clarke
- Cyperus grandisimplex C.B.Clarke
- Cyperus granitophilus McVaugh
- Cyperus grantii Boeckeler
- Cyperus grayi Torr.
- Cyperus grayioides Mohlenbr.
- Cyperus grossianus Pedersen
- Cyperus guanipensis Schnee
- Cyperus guaricensis Schnee
- Cyperus gubanii Väre & Kukkonen
- Cyperus guianensis (C.B.Clarke) Kük.
- Cyperus gunnii Hook.f.
- Cyperus gymnocaulos Steud.
- Cyperus gypsophilus Lye
- Cyperus gyraudinii Steud.

## H
- Cyperus haematocephalus Boeckeler ex C.B.Clarke
- Cyperus haematodes Endl.
- Cyperus hakonensis Franch. & Sav.
- Cyperus hamulosus M.Bieb.
- Cyperus harrisii Kük.
- Cyperus haspan L.
- Cyperus hayesii (C.B.Clarke) Standl.
- Cyperus helferi Boeckeler
- Cyperus hemisphaericus Boeckeler
- Cyperus hensii C.B.Clarke
- Cyperus hermaphroditus (Jacq.) Standl.
- Cyperus hesperius K.L.Wilson
- Cyperus heterocladus Baker
- Cyperus hieronymi Boeckeler
- Cyperus hilairenus Steud.
- Cyperus hillebrandii Boeckeler
- Cyperus hirtellus (Chiov.) Kük.
- Cyperus holoschoenus R.Br.
- Cyperus holostigma C.B.Clarke ex Schweinf.
- Cyperus holstii Kük.
- Cyperus hoppiifolius Uittien
- Cyperus houghtonii Torr.
- Cyperus humilis Kunth
- Cyperus hypochlorus Hillebr.
- Cyperus hypopitys G.C.Tucker
- Cyperus hystricinus Fernald

## I
- Cyperus imbecillis R.Br.
- Cyperus imbricatus Retz.
- Cyperus impolitus Kunth
- Cyperus impubes Steud.
- Cyperus inaequalis Willemet
- Cyperus incompressus C.B.Clarke
- Cyperus incomtus Kunth
- Cyperus indecorus Kunth
- Cyperus infucatus Kunth
- Cyperus inops C.B.Clarke
- Cyperus insularis Heenan & de Lange
- Cyperus intricatus Schrad. ex Schult.
- Cyperus iria L.
- Cyperus isabellinus K.L.Wilson
- Cyperus ischnos Schltdl.
- Cyperus ivohibensis (Cherm.) Kük.
- Cyperus ixiocarpus F.Muell.

## J
- Cyperus javanicus Houtt.
- Cyperus jeminicus Rottb.
- Cyperus juncelliformis Peter & Kük.

## K
- Cyperus kabarensis Cherm.
- Cyperus kaessneri C.B.Clarke
- Cyperus kappleri Hochst. ex Steud.
- Cyperus karisimbiensis (Cherm.) Kük.
- Cyperus karlschumannii C.B.Clarke
- Cyperus karthikeyanii Wad.Khan & Lakshmin.
- Cyperus kasamensis Podlech
- Cyperus keniensis Kük.
- Cyperus kerstenii Boeckeler
- Cyperus kibweanus J.Duvign.
- Cyperus kilimandscharicus Kük.
- Cyperus kipasensis Cherm.
- Cyperus kirkii C.B.Clarke
- Cyperus kituiensis Muasya
- Cyperus koyaliensis Cherm.
- Cyperus kurzii C.B.Clarke
- Cyperus kwaleensis Lye
- Cyperus kyllingiformis Lye

## L
- Cyperus lacunosus Griseb.
- Cyperus laeteflorens (C.B.Clarke) Kük.
- Cyperus laetus J.Presl & C.Presl
- Cyperus laevigatus L.
- Cyperus laevis R.Br.
- Cyperus lancastriensis Porter
- Cyperus lateriticus J.Raynal
- Cyperus latifolius Poir.
- Cyperus latzii K.L.Wilson
- Cyperus laxiflorus Poir.
- Cyperus laxispicatus Kük.
- Cyperus laxus Lam.
- Cyperus lecontei Torr. ex Steud.
- Cyperus leiocaulon Benth.
- Cyperus lentiginosus Millsp. & Chase
- Cyperus leptocladus Kunth
- Cyperus leptolepis Peter ex Kük.
- Cyperus leucocephalus Retz.
- Cyperus lhotskyanus Beck
- Cyperus ligularis L.
- Cyperus limiticola Larridon & Reynders
- Cyperus limosus Maxim.
- Cyperus linearispiculatus T.L.Dai
- Cyperus locuples C.B.Clarke
- Cyperus longibracteatus (Cherm.) Kük.
- Cyperus longifolius Poir.
- Cyperus longiinvolucratus Lye
- Cyperus longispicula Muasya & D.A.Simpson
- Cyperus longistylus Kük.
- Cyperus longus L.
- Cyperus lucidus R.Br.
- Cyperus luerssenii Boeckeler
- Cyperus lundellii O'Neill
- Cyperus lupulinus (Spreng.) Marcks
- Cyperus luteus Boeckeler
- Cyperus luzulae (L.) Retz.

## M
- Cyperus macer C.B.Clarke
- Cyperus macrocarpus (Kunth) Boeckeler
- Cyperus macropachycephalus Goetgh.
- Cyperus macrophyllus (Brongn.) Boeckeler
- Cyperus macrorrhizus  Nees
- Cyperus maculatus Boeckeler
- Cyperus maderaspatanus Willd.
- Cyperus majungensis Cherm.
- Cyperus malaccensis Lam.
- Cyperus mangorensis Cherm.
- Cyperus manimae Kunth
- Cyperus mapanioides C.B.Clarke
- Cyperus maranguensis K.Schum.
- Cyperus margaritaceus Vahl
- Cyperus marginatus Thunb.
- Cyperus marlothii Boeckeler
- Cyperus marojejyensis Bosser
- Cyperus marquisensis F.Br.
- Cyperus matagoroensis Muasya & D.A.Simpson
- Cyperus matudae G.C.Tucker
- Cyperus mauretaniensis Väre & Kukkonen
- Cyperus medusaeus Chiov.
- Cyperus meeboldii Kük.
- Cyperus megalanthus (Kük.) G.C.Tucker
- Cyperus meistostylus S.T.Blake
- Cyperus meridionalis Barros
- Cyperus meyenianus Kunth
- Cyperus meyerianus Kunth
- Cyperus michelianus (L.) Delile
- Cyperus michoacanensis Britton ex C.B.Clarke
- Cyperus micrantherus Cherm.
- Cyperus microbolbos C.B.Clarke
- Cyperus microbrunneus G.C.Tucker
- Cyperus microcephalus R.Br.
- Cyperus microcristatus Lye
- Cyperus microglumis D.A.Simpson
- Cyperus microiria Steud.
- Cyperus micromariscus Lye
- Cyperus micromedusaeus Lye
- Cyperus micropelophilus Lye
- Cyperus microumbellatus Lye
- Cyperus miliifolius Poepp. & Kunth
- Cyperus mirus C.B.Clarke
- Cyperus mitis Steud.
- Cyperus mogadoxensis Chiov.
- Cyperus molliglumis Cherm.
- Cyperus mollipes (C.B.Clarke) K.Schum.
- Cyperus moutona F.Br.
- Cyperus mudugensis D.A.Simpson
- Cyperus muliifolius Poepp. & Kunth
- Cyperus multifolius Kunth
- Cyperus multinervatus Bosser
- Cyperus multispicatus Boeckeler
- Cyperus multispiceus R.Booth, D.J.Moore & Hodgon
- Cyperus mundulus Kunth
- Cyperus muniziae G.C.Tucker
- Cyperus mutisii (Kunth) Andersson
- Cyperus mwinilungensis Podlech
- Cyperus myrmecias Ridl.

## N
- Cyperus nanellus Tang & F.T.Wang
- Cyperus nanus Willd.
- Cyperus natalensis Hochst. ex C.Krauss
- Cyperus nayaritensis G.C.Tucker
- Cyperus nduru Cherm.
- Cyperus nemoralis Cherm.
- Cyperus neoguinensis Kük.
- Cyperus neokunthianus Kük.
- Cyperus nervosostriatus Turrill
- Cyperus nigrofuscus T.L.Dai
- Cyperus niigatensis Ohwi
- Cyperus nipponicus Franch. & Sav.
- Cyperus niveoides C.B.Clarke
- Cyperus niveus Retz.
- Cyperus noeanus Boiss.
- Cyperus nutans Vahl
- Cyperus nyassensis (Podlech) Lye
- Cyperus nyererei Lye

## O
- Cyperus obbiadensis Chiov.
- Cyperus oblongoincrassatus Kük.
- Cyperus obsoletenervosus Peter & Kük.
- Cyperus obtusus Willemet
- Cyperus ochraceus Vahl
- Cyperus odoratus L.
- Cyperus ohwii Kük.
- Cyperus onerosus M.C.Johnst.
- Cyperus orgadophilus K.L.Wilson
- Cyperus ornatus R.Br.
- Cyperus orthostachyus Franch. & Sav.
- Cyperus ossicaulis Lye
- Cyperus ovatus Baldwin
- Cyperus owanii Boeckeler
- Cyperus oxycarpus S.T.Blake
- Cyperus oxylepis Nees ex Steud.

## P
- Cyperus pachycephalus J.Kern
- Cyperus pacificus (Ohwi) Ohwi
- Cyperus palianparaiensis Govind.
- Cyperus pallidicolor (Kük.) G.C.Tucker
- Cyperus panamensis (C.B.Clarke) Britton ex Standl.
- Cyperus pandanophyllum C.B.Clarke
- Cyperus pangorei Rottb.
- Cyperus paniceus (Rottb.) Boeckeler
- Cyperus pannonicus Jacq.
- Cyperus paolii Chiov.

- Cyperus papyrus L.
- Cyperus parishii Britton
- Cyperus pearcei C.B.Clarke
- Cyperus pectinatus Vahl
- Cyperus pedunculosus F.Muell.
- Cyperus pendulus Cherm.
- Cyperus penicillatus Conz.
- Cyperus pennatiformis Kük.
- Cyperus pennellii O'Neill & Ben.Ayers

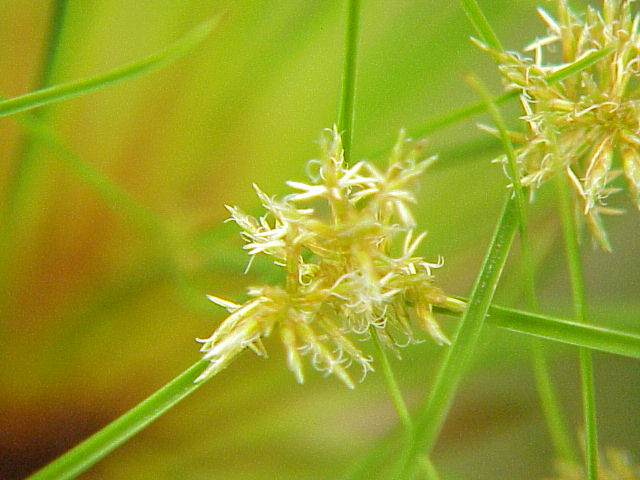
Cyperus papyrus

- Cyperus pentabracteatus Govind. & Hemadri
- Cyperus penzoanus Pic.Serm.
- Cyperus perangustus S.T.Blake
- Cyperus perennis (M.E.Jones) O'Neill
- Cyperus permacer C.B.Clarke
- Cyperus pernambucensis Steud.
- Cyperus phaeolepis Cherm.
- Cyperus phillipsiae (C.B.Clarke) Kük.
- Cyperus phleoides (Nees ex Kunth) H.Mann
- Cyperus picardae Boeckeler
- Cyperus pilosulus (C.B.Clarke) K.Schum. ex Kük.
- Cyperus pilosus Vahl
- Cyperus pinetorum Britton
- Cyperus planifolius Rich.
- Cyperus plantaginifolius Cherm.
- Cyperus plateilema (Steud.) Kük.
- Cyperus platycaulis Baker
- Cyperus platyphyllus Roem. & Schult.
- Cyperus platystylis R.Br.
- Cyperus plukenetii Fernald
- Cyperus pluribracteatus (Kük.) Govaerts
- Cyperus pluricephalus Lye
- Cyperus plurinervosus Bodard
- Cyperus podocarpus Boeckeler
- Cyperus poecilus C.B.Clarke
- Cyperus poeppigii Kunth
- Cyperus pohlii (Nees) Steud.
- Cyperus polyanthelus Govind.
- Cyperus portae-tartari K.L.Wilson
- Cyperus praemorsus Boeckeler
- Cyperus pratensis Boeckeler
- Cyperus procerus Rottb.
- Cyperus prolifer Lam.
- Cyperus prolixus Kunth
- Cyperus psammophilus Cherm.
- Cyperus pseuderemicus Kukkonen & Väre
- Cyperus pseudobrunneus (C.B.Clarke ex Cherm.) Kük.
- Cyperus pseudodistans Uittien
- Cyperus pseudoleptocladus Kük.
- Cyperus pseudopetiolatus G.C.Tucker
- Cyperus pseudopilosus (C.B.Clarke) Govaerts
- Cyperus pseudosomaliensis Kük.
- Cyperus pseudothyrsiflorus (Kük.) R.Carter & S.D.Jones
- Cyperus pseudovegetus Steud.
- Cyperus pseudovestitus (C.B.Clarke) Kük.
- Cyperus pubens Kük.
- Cyperus pulchellus R.Br.
- Cyperus pulcher Thunb.
- Cyperus pulcherrimus Willd. ex Kunth
- Cyperus pulguerensis M.T.Strong
- Cyperus pulicaris Kük.
- Cyperus purpureoviridis Lye
- Cyperus pustulatus Vahl
- Cyperus pycnostachyus (Kunth) Kunth

## R
- Cyperus radians Nees & Meyen ex Kunth
- Cyperus ramosus (Benth.) Kük.
- Cyperus rapensis F.Br.
- Cyperus recurvispicatus Lye
- Cyperus redolens Maury ex Micheli
- Cyperus reduncus Hochst. ex Boeckeler
- Cyperus reflexus Vahl
- Cyperus refractus Engelm. ex Boeckeler
- Cyperus regiomontanus Britton
- Cyperus rehmii Merxm.
- Cyperus remotispicatus S.S.Hooper
- Cyperus remotus (C.B.Clarke) Kük.
- Cyperus renschii Boeckeler
- Cyperus retroflexus Buckley
- Cyperus retrofractus (L.) Torr.
- Cyperus retrorsus Chapm.

thumb|right|200px|Cyperus fuscus
- Cyperus rheophyticus Lye
- Cyperus rhynchosporoides Kük.
- Cyperus rigens J.Presl & C.Presl
- Cyperus rigidellus (Benth.) J.M.Black
- Cyperus rigidifolius Steud.
- Cyperus robinsonii Podlech
- Cyperus rockii Kük.
- Cyperus rohlfsii Boeckeler
- Cyperus rotundus L.
- Cyperus rubicundus Vahl
- Cyperus rufostriatus C.B.Clarke ex Cherm.
- Cyperus rupestris Kunth
- Cyperus rupicola S.T.Blake

## S
- Cyperus sahelii Väre & Kukkonen
- Cyperus sandwicensis Kük.
- Cyperus sanguineoater Boeckeler
- Cyperus sartorii Kük.
- Cyperus scaber (R.Br.) Boeckeler
- Cyperus scabricaulis Lye
- Cyperus scariosus R.Br.
- Cyperus schaffneri Boeckeler
- Cyperus schimperianus Steud.
- Cyperus schinzii Boeckeler
- Cyperus schlechteri C.B.Clarke
- Cyperus schoenomorphus Steud.
- Cyperus schomburgkianus Nees
- Cyperus schweinfurthii (Chiov.) Kük.
- Cyperus schweinitzii Torr.
- Cyperus sciaphilus Cherm.
- Cyperus scleropodus Chiov.
- Cyperus sculptus S.T.Blake
- Cyperus secubans K.L.Wilson
- Cyperus seemannianus Boeckeler
- Cyperus semifertilis S.T.Blake
- Cyperus semiochraceus Boeckeler
- Cyperus semitrifidus Schrad.
- Cyperus sensilis Baijnath
- Cyperus serotinus Rottb.
- Cyperus seslerioides Kunth
- Cyperus setigerus Torr. & Hook.
- Cyperus sexangularis Nees
- Cyperus sexflorus R.Br.
- Cyperus shandongense F.Z.Li
- Cyperus sharonensis Danin & Kukkonen
- Cyperus sharpei R.Booth, D.J.Moore & Hodgon
- Cyperus sieberianus Spreng.
- Cyperus sikkimensis Kük.
- Cyperus silletensis Nees
- Cyperus simaoensis Y.Y.Qian
- Cyperus simplex Kunth
- Cyperus solidifolius Boeckeler
- Cyperus solidus Kunth
- Cyperus somalidunensis Lye
- Cyperus somaliensis C.B.Clarke
- Cyperus soongoricus Kar. & Kir.
- Cyperus sordidus J.Presl & C.Presl
- Cyperus soyauxii Boeckeler
- Cyperus spectabilis Link
- Cyperus sphacelatus Rottb.
- Cyperus sphaeroideus L.A.S.Johnson & O.D.Evans
- Cyperus sphaerolepis Boeckeler
- Cyperus sphaerospermus Schrad.
- Cyperus splendens (Cherm.) Kük.
- Cyperus sporobolus R.Br.
- Cyperus squarrosus L.
- Cyperus steadii Kük.
- Cyperus stenophyllus J.V.Suringar
- Cyperus stolonifer Retz.
- Cyperus stoloniferus Retz.
- Cyperus stradbrokensis Domin
- Cyperus stramineoferrugineus Kük.
- Cyperus strigosus L.
- Cyperus subaequalis Baker
- Cyperus subbadius Kük.
- Cyperus subcaracasanus Kük.
- Cyperus subcastaneus D.A.Simpson
- Cyperus subfuscus Debeaux
- Cyperus submicrolepis Kük.
- Cyperus subpapuanus Kük.
- Cyperus subtenax Kük.
- Cyperus subtenuis (Kük.) M.T.Strong
- Cyperus subtilis (Kük.) Väre & Kukkonen
- Cyperus subulatus R.Br.
- Cyperus surinamensis Rottb.
- Cyperus svensonii G.C.Tucker
- Cyperus swartzii (A.Dietr.) Boeckeler ex Kük.
- Cyperus szechuanensis T.Koyama

## T
- Cyperus tabina Steud. ex Boeckeler
- Cyperus tabularis Schrad.
- Cyperus tacnensis Nees & Meyen
- Cyperus tanganyicanus (Kük.) Lye
- Cyperus tanyphyllus Ridl.
- Cyperus tatandaensis Muasya & D.A.Simpson
- Cyperus tempeae G.C.Tucker
- Cyperus tenax Boeckeler
- Cyperus tenerrimus J.Presl & C.Presl
- Cyperus tenuiculmis Boeckeler
- Cyperus tenuiflorus Rottb.
- Cyperus tenuis Sw.
- Cyperus tenuispica Steud.
- Cyperus tenuispiculatus Boeckeler
- Cyperus tetracarpus Boeckeler
- Cyperus tetraformis Desv.
- Cyperus tetragonus Elliott
- Cyperus tetraphyllus R.Br.
- Cyperus textilis Thunb.
- Cyperus thomsonii Boeckeler
- Cyperus thorelii E.G.Camus
- Cyperus thorncroftii McClean
- Cyperus thunbergii Vahl
- Cyperus thyrsiflorus Jungh. ex Schltdl.
- Cyperus tomaiophyllus K.Schum.
- Cyperus tonkinensis C.B.Clarke
- Cyperus trachysanthos Hook. & Arn.
- Cyperus trailii C.B.Clarke
- Cyperus trialatus (Boeckeler) J.Kern
- Cyperus trichodes Griseb.
- Cyperus trigonellus Suess.
- Cyperus trinervis R.Br.
- Cyperus trisulcus D.Don
- Cyperus tuberosus Rottb.
- Cyperus turrialbanus Gómez-Laur.
- Cyperus turrillii Kük.
- Cyperus tweediei C.B.Clarke

## U
- Cyperus uncinulatus Schrad. ex Nees
- Cyperus undulatus Kük.
- Cyperus unicolor Boeckeler
- Cyperus unifolius Boeckeler
- Cyperus urbanii Boeckeler
- Cyperus usitatus Burch. ex Roem. & Schult.
- Cyperus ustulatus A.Rich.

## V
- Cyperus vaginatus R.Br.
- Cyperus vandervekenii Reynders, Dhooge & Goetgh.
- Cyperus varicus (C.B.Clarke ex Cherm.) Kük.
- Cyperus ventricosus R.Br.
- Cyperus vestitus Hochst. ex C.Krauss
- Cyperus vexillatus Peter ex Kük.
- Cyperus victoriensis C.B.Clarke
- Cyperus virens Michx.
- Cyperus viscidulus K.L.Wilson
- Cyperus volckmannii Phil.
- Cyperus volodia Cherm.
- Cyperus vorsteri K.L.Wilson

## W
- Cyperus wallichianus Spreng.
- Cyperus whitmeei (C.B.Clarke) Kük.
- Cyperus wilburii G.C.Tucker
- Cyperus wissmannii O.Schwartz

## X
- Cyperus xanthostachyus Steud.
- Cyperus xerophilus Cherm.

## Y
- Cyperus yadavii Wad.Khan, D.P.Chavan & Solanke

## Z
- Cyperus zanzibarensis C.B.Clarke
- Cyperus zollingeri Steud.
- Cyperus zollingerioides C.B.Clarke